# 아브둘로 탄그리예프
아브둘로 토바셰비치 탄그리예프(우즈베크어: Abdullo Tovashevich Tangriyev 압둘로 토바셰비치 탕그리예프, 러시아어: Абдулло Товашевич Тангриев, 1981년 3월 28일~)는 우즈베키스탄의 전직 유도 선수이다. 올림픽에 5회 참가했고 2008년 하계 올림픽 남자 헤비급 은메달을 획득했다. 또한 세계 유도 선수권 대회에서 헤비급 동메달을 3개 획득했으며 아시안 게임에서 은메달 2개, 동메달 3개, 아시아 유도 선수권 대회에서 금메달 7개, 동메달 1개를 획득했다.